# Damon Keeve
Damon Keeve (San Francisco, 27 de agosto de 1960) es un deportista estadounidense que compitió en judo. Ganó dos medallas en los Juegos Panamericanos en los años 1987 y 1995.

## Palmarés internacional
| Juegos Panamericanos | Juegos Panamericanos          | Juegos Panamericanos | Juegos Panamericanos |
| Año                  | Lugar                         | Medalla              | Categoría            |
| -------------------- | ----------------------------- | -------------------- | -------------------- |
| 1987                 | Indianápolis (Estados Unidos) | Medalla de plata     | Abierta              |
| 1995                 | Mar del Plata (Argentina)     | Medalla de bronce    | +95 kg               |